# 慕塔芝·瑪哈
慕塔芝·瑪哈（1593年4月27日—1631年6月17日），本名艾珠曼德·芭奴·貝居姆，蒙兀兒帝國第5代皇帝沙賈汉的皇后。
慕塔芝·瑪哈是印度蒙兀兒王朝沙賈汉給予終生摯愛王后艾珠曼德·芭奴·貝居姆，意為「宮中珍寶」（或譯為宮中翹楚）的稱號，建於阿格拉的泰姬瑪哈陵（Taj Mahal，意為「宮殿之冠冕」）即為沙賈汗為她所建的陵墓。

## 家庭與早年生活
慕塔芝·瑪哈來自一個波斯家庭，因曾祖亡故家道中落，祖父米爾扎·季亞斯·貝格攜家帶眷從波斯移民到印度，憑著優異的商業經營能力，由乞丐一路奮鬥向上，被蒙兀兒王朝第三任皇帝阿克巴大帝著名的宰相，子女皆飛上枝頭變鳳凰，慕塔芝·瑪哈有位色藝無雙卻不幸守寡的姑姑茉荷茹妮莎，被阿克巴之子蒙兀兒王朝第四任皇帝贾汉吉尔看上而納為首席寵妃並賜封號「宮廷之光」（Nur Jahan），而慕塔芝·瑪哈的父親阿塞夫汗成為賈漢吉爾朝中的將軍。

## 婚姻
賈漢吉爾與愛妃拉其普特人的公主佳噶忒·葛西妮所生之子赫拉姆（Khurram）王子，亦即日後繼任皇位的沙贾汉，對慕塔芝·瑪哈一見鍾情，兩人於1607年訂婚，當時赫拉姆王子15歲，而表妹艾珠曼德才14歲。占星師核對了兩人星座圖之後，選擇了據說能成就美滿良緣的成婚時日，相當罕見地等到六年後她廿歲時才完婚（1613年5月10日）。艾珠曼德未嫁之前，赫拉姆王子因政治聯姻已有兩位妻子，第一位生下一個女兒，但娶到艾珠曼德後從此兩人形影不離，在沙賈漢眼中，愛妻的品貌與個人特質均為諸女之冠，因此給予她宮中翹楚的封號，是他的知己與顧問，赫拉姆登基成為沙賈汗皇帝後，她成為大王后，連御璽也交給她保管。沙賈漢在官方文憲中有七個妻子，共生過15個子女，其中八位有成年，這些子女中僅一個女兒出自第一位妻子，其餘包括慕塔芝逝後續娶者均無所出，可見慕塔芝·瑪哈為其心中惟一摯愛。歷史上對慕塔芝·瑪哈的記載不多，但有許多詩文稱讚她的美麗、仁慈與和藹。她喜歡在庭院觀看大象表演和鬥士的打鬥。

## 逝世與影響
慕塔芝·瑪哈在入宮的19年內不斷懷孕，總共生下八子六女，其中有四子三女存活。1631年6月17日慕塔芝・瑪哈在第14次生產中，成功生下一女歌荷愛拉公主，但慕塔芝·瑪哈也因為不幸感染產褥熱，死於南征的軍營中，臨終前向沙賈漢要求了4個承諾，其中一項便是為她建造一座美麗陵墓，並要求他不能再娶。沙賈漢同意她的要求，慕塔芝·瑪哈的死，令沙贾汉伤心欲绝，他决定为宠妃建造一座全世界最美丽的陵墓，以表达他对宠妃的思念之情。同时，下令宫廷为她致哀两年，禁止一切娱乐活动。1632年泰姬陵开始动工，1653年陵墓竣工，泰姬陵在沙贾汗选中的印度北部亞穆納河转弯处的大花园内开始动工兴建。此处位于亞穆納河下游，十分空旷，沙贾汉可以从河流上游的阿格拉堡上远远地望见。建筑学和珠宝最受沙贾汉喜爱，因此，他选用大理石建造泰姬陵，并以十分精巧的手艺在大理石上镶嵌无数宝石作装饰。印度以及波斯、土耳其、巴格达的建筑师、镶嵌师、书法师、雕刻师、泥瓦工共计两万多人参与了泰姬陵的建设。此工程选用了印度本国的大理石，中国的绿宝石、水晶和玉，巴格达和也门的玛瑙，斯里兰卡的宝石，阿拉伯的珊瑚等，這座伊斯蘭風格的建築外形端莊宏偉，無懈可擊，寢宮門窗及圍屏都用白色大理石鏤雕成菱形帶花邊的小格，牆上用翡翠、水晶、瑪瑙、紅綠寶石鑲嵌著色彩豔麗的藤蔓花朵。

## 伸延閱讀
- Koch, Ebba.  (Hardback) First. Thames & Hudson Ltd. 2006: 288 pages [Aug 2006]. ISBN 0-500-34209-1.
- Preston, Diana & Michael.  (Hardback) First. London: Doubleday. 2007: 354 pages. ISBN 978-0-385-60947-0.
- Tillotson, Giles. . Cambridge, Massachusetts: Harvard University Press. 2008. ISBN 9780674063655.
- Banks Findley, Ellison. . Oxford, UK: Nur Jahan : Empress of Mughal India. 1993. ISBN 9780195074888.